# علم السموم البيطري
علم السموم البيطري (بالإنجليزية: Veterinary Toxicology)‏ تطور في مباحث متعددة الجوانب تستخدم الكثير من المصادر المتنوعة للمعلومات السمية.
يمكن أن يشارك علماء السموم البيطريون في بحوث السموم الأساسية وعلم السموم التنظيمي وتقييم المخاطر الكيميائية والسلامة الكيميائية للأغذية في القطاع الخاص والبحوث الأكاديمية وعلم السموم السريري وغيرها. مثل العديد من مجالات العلوم، معلومات علم السموم البيطري تتولد بمعدلات كبيرة جداً بحيث لا يتمكن معظم المهنيين من الوصول إليها وإدراج مبادئها في الميدان.